# Carl Berners plass (metrostation)
Carl Berners plass is een metrostation in de Noorse hoofdstad Oslo. Het station werd geopend op 16 oktober 1966 en wordt bediend door lijn 5 van de metro van Oslo.